# 事務次官 (イギリス)
イギリス政府の各省における事務次官（じむじかん、Permanent Secretary）は、国王陛下の公務員である上級公務員の最高位であり、省の日常業務の運営にあたる。多くの省において、正式名称は「Permanent Under-secretary of State」で、その略記は「PUS」となるが、略記ではない正式名称が使用されることはほとんどない。日本語では「常任書記」と訳されることもある。
事務次官たちは、非政治的な職業公務員の最高位者で、会計官でもあり、場合によっては官庁の最高執行責任者となっており、彼らが指示を仰ぎ、意見を具申する相手である大臣たちが、政治家たちによって代わる代わる務められるのとは対称的に、通常は多年にわたって在職する（このため「常任」を意味する「Permanent」と表現される）。

## 歴史
1830年、グレイ卿が首相になったとき、海軍本部書記官（Secretary）だったサー・ジョン・バローが、特に慰留されてその地位に留まり、政権が交代しても上級公務員が職に留まって非党派的に業務に従事する先例を作った。バローの職位名称は、その在任中に「常任書記官」を意味する「Permanent Secretary」と改名された。

## 役割
政務次官は、その省の会計官でもあり、これは、議会が承認した省の予算の支出状況について責任者であることを意味している。このため、事務次官たちは、庶民院の決算委員会や特別委員会に頻繁に召喚される。通例、事務次官は、省内の職業公務員の役職者や部局長たちから成る運営会議の座長を務める。また、各省の事務次官は、毎週水曜日午前に大蔵省の会議室で事務次官会議を開いており、省庁間の調整を図る。
一部の大規模な省においては、第二事務次官 (second permanent secretary) が置かれ、事務次官の職務を代行することもある。1970年代はじめにホワイトホール（ロンドンの中央官庁街）の大規模な再編が行なわれたときには、数多くの小規模な省庁が統合され、規模がより大きい省へ移行した。再編直後には、ほとんどの省に第二事務次官が置かれたが、その後は第二事務次官はあまり置かれなくなっている。
事務次官たちの中でも最も高位とされるのは、2012年からはジェレミー・ヘイウッドが務めている内閣官房長であるが、内国公務の長（日本の内閣官房副長官事務担当に相当するとされる）であるボブ・カースレイクも、位置づけは事務次官＝常任書記官である。内閣官房長の地位にある者は内閣府における地位も他の事務次官たちとは異なっている。慣例として、内閣府を司る大臣は首相であり、このため内閣府の職務を他の省より上位に位置づけるきまりとなっている。ただし大臣としての責務は、内閣府担当大臣に委ねられている。
ケヴィン・シークストン (Kevin Theakston) によると、20世紀後半の事務次官たちは、概ね平均年齢が50代半ばで公務員としての在職年数は30年程度であり、オックスフォード大学とケンブリッジ大学の出身者が占める比率は、20世紀半ばには8割程度であったが、その後は徐々に低下し、20世紀末には6割程度であったという。

## 栄誉
事務次官は、既に同等以上の爵位などを有しない限り、通常であれば事務次官に昇進して5年以上になったときか、引退する際に、バス勲章コマンダーとしてナイト（男性）ないしデイム（女性）に叙される。ただし、外務・英連邦省の事務次官はバス勲章ではなく聖マイケル・聖ジョージ勲章による。最高位の事務次官である内閣官房長 はバス勲章グランド・クロスとされる場合があり、引退後に一代貴族に叙される場合もある。
給与比較の観点から、事務次官は将軍や高等法院判事と概ね同格と見なされる。イギリスでは、上級公務員の年俸は議員や大臣の歳費に比べても高額であるとされるが、2001年の時点で事務次官の年俸は、およそ10万ポンドから17万ポンドの水準であった。